# Fletcher Tabuteau
Pour les articles homonymes, voir Tabuteau.
Fletcher H. Tabuteau, né en 1974 à Rotorua, est un homme politique néo-zélandais membre du parti Nouvelle-Zélande d'abord. 
Il est député de la Chambre des représentants de Nouvelle-Zélande de 2014 à 2020.

## Biographie
Tabuteau naît et grandit à Rotorua,, sur l'île du Nord. Il est conférencier en économie et directeur de l'école de commerce du Waiariki Institute of Technology (en).
Tabuteau se présente aux élections législatives de 2002, 2005 et 2011, mais n'est pas élu. Aux élections de 2014, il est placé quatrième sur la liste de son parti et candidate dans la circonscription de Rotorua (en) ; il obtient un siège de député à la Chambre des représentants. Il est réélu en 2017.